# Michael Winterbottom
Pour les articles homonymes, voir Winterbottom.
Michael Winterbottom, né le 29 mars 1961 à Blackburn dans le Lancashire, est un monteur, producteur, réalisateur et scénariste anglais.

## Biographie
Les scénarios des films de Winterbottom A Cock and Bull Story, Code 46, 24 Hour Party People, The Claim, Welcome to Sarajevo, Butterfly Kiss et Forget About Me ont été écrits par Frank Cottrell Boyce.

## Filmographie

### Réalisateur

#### Cinéma
- 1990 : Forget About Me
- 1992 : Under the Sun
- 1995 : Butterfly Kiss
- 1995 : Go Now
- 1996 : Jude
- 1997 : Bienvenue à Sarajevo (Welcome to Sarajevo)
- 1998 : I Want You
- 1999 : Wonderland
- 1999 : With or Without You
- 2000 : Rédemption (The Claim)
- 2002 : 24 Hour Party People
- 2002 : In This World
- 2003 : Code 46
- 2004 : 9 Songs
- 2005 : Tournage dans un jardin anglais (Tristram Shandy : A Cock and Bull Story)
- 2006 : The Road to Guantanamo
- 2007 : Un cœur invaincu (A Mighty Heart)
- 2008 : Un été italien (Genova)
- 2010 : La Stratégie du choc (The Shock Doctrine)
- 2010 : The Killer Inside Me
- 2010 : The Trip
- 2011 : Trishna
- 2011 : 60 Seconds of Solitude in Year Zero (un segment d'une minute du film collectif)
- 2012 : Everyday
- 2013 : A Very Englishman (The Look of Love)
- 2014 : L'affaire Jessica Fuller (The Face of an Angel)
- 2014 : The Trip to Italy
- 2018 : The Wedding Guest
- 2019 : Greed
- 2020 : The Trip to Greece
- 2023 : Shoshana

#### Télévision
- 1989 : Rosie the Great
- 1989 : Ingmar Bergman: The Magic Lantern
- 1991 : Time Riders (série)
- 1993 : Love Lies Bleeding
- 1994 : Family
- 1996 : Cinema Europe: The Other Hollywood (feuilleton)
- 2022 : This England (mini-série)

### Producteur
- 1998 : Resurrection Man
- 2002 : Heartlands
- 2003 : Bright Young Things
- 2004 : 9 Songs
- 2004 : Top Spot (TV)
- 2005 : Snow Cake
- 2006 : The Road to Guantanamo

### Monteur
- 2002 : 24 Hour Party People
- 2004 : 9 Songs
- 2006 : The Road to Guantanamo

### Scénariste
- 2004 : 9 Songs
- 2011 : Trishna
- 2022 : This England (mini-série)

## Récompenses
- Hitchcock d'or au Festival du film britannique de Dinard en 1996 pour Jude
- Ours d'or à la Berlinale 2003 pour In This World
- Ours d'argent du meilleur réalisateur à la Berlinale 2006 pour The Road to Guantánamo
- Coquille d'argent du meilleur réalisateur au Festival de Saint-Sébastien 2008 pour Un été italien
- Prix FIPRESCI au Festival international du film de Stockholm en 2012 pour Everyday